# Erechthias maculicornis
Erechthias maculicornis är en fjärilsart som beskrevs av Walsingham 1897. Erechthias maculicornis ingår i släktet Erechthias och familjen äkta malar. Inga underarter finns listade i Catalogue of Life.